# Принцип чотирьох очей
При́нцип чотирьо́х оче́й (англ. Four eyes principle, Two-man rule, нім. Vier-Augen-Prinzip) — правило, згідно з яким для підписання юридично і/або фінансово важливого документа (наприклад, договору) або прийняття рішення (наприклад, бізнес-плану) потрібен підпис (схвалення) не однієї людини, а кількох людей, які входять в керівництво. Принцип чотирьох очей застосовується також у військовій сфері, зокрема для того, щоб уникнути випадкового або зумисного несанкціонованого використання ядерної зброї.
Список областей застосування принципу чотирьох очей в тому чи іншому вигляді досить широкий:
- розробка будь-яких значущих рішень і перетворень;
- управління організацією;
- громадське управління;
- контроль якості (особливо при виробництві ліків, активних речовин і лікарських препаратів);
- автентифікація;
- контроль доступу.

Істотні умови до використання принципу:
- незалежність людей (підписантів);
- неупередженість до предмета перевірки.

Інші назви цього інструмента управління:
- правило (принцип) двох людей;
- правило подвійного контролю;
- принцип шести (іноді й більше) очей — коли потрібна згода трьох і більше осіб (див. нижче);
- принцип взаємного корпоративного контролю.

## Принцип «чотирьох очей» в комерції
Вважається, що принцип чотирьох очей в комерційних відносинах допомагає:
- запобігати корупції (фінансові розтрати, нецільове використання коштів, незаконне привласнення активів, використання топменеджерами службового становища в особистих цілях та інше);
- краще здійснювати контроль в компанії;
- приймати більш зважені рішення, за які несуть відповідальність кілька осіб, що стимулює керівництво діяти з більшою відповідальністю і не робити недбалих помилок.

Відповідно до багатьох документів з корпоративного управління, принцип чотирьох очей є однією з ознак належного корпоративного управління. Так, у Швейцарії, в Асоціації трастових компаній, вимагають від своїх членів введення і дотримання принципу чотирьох очей для захисту прав клієнтів.

### Приклад узгодження і підписання договорів в торговій мережі
У великих торгових мережах договори з контрагентами узгоджуються декількома директорами, відповідальними за свій напрямок роботи та наділеними відповідними повноваженнями:
1. Комерційний директор (або інший директор-ініціатор укладення договору) відповідає за економічну ефективність майбутньої роботи на запропонованих умовах.
2. Фінансовий директор бере участь в узгодженні з умовами та порядком взаєморозрахунків, оформлення первинних документів.
3. Директор безпеки здійснює перевірку контрагента на його надійність, контролює відповідність змісту договору вимогам розпорядчих документів компанії, спрямованих на мінімізацію ризиків виникнення збитку.
4. Юридичний директор перевіряє повноваження представника контрагента на підписання договору, законність умов угоди, оцінює і мінімізує можливі правові ризики.
5. Генеральний директор перед підписанням договору перевіряє наявність всіх погоджень і тільки в цьому випадку підписує договір.

### Приклад підписання договорів в торговій мережі
У компаніях Німеччини та Австрії, як правило, для дійсності договору необхідно мати два підписи на договорах. Так, у ФРН, згідно з принципом чотирьох очей, прокурист (посадова особа компанії, що володіє необмеженими повноваженнями з ведення справ, аналогічними повноваженнями генерального директора товариства) може укладати договори від імені компанії тільки спільно з іншим прокуристом або спільно з власником компанії. Підписання договору тільки одним прокуристом не тягне за собою виникнення будь-яких зобов'язань у компанії.
Приклади договорів, які підписуються за таким принципом, виключно генеральним директором і головою Ради директорів:
- кредитні договори, договори застави та поручительства за цими кредитними договорами, крім договорів овердрафтного фінансування в рамках генеральної угоди про овердрафтне кредитування;
- договори фінансової оренди обладнання (лізингу);
- договори, пов'язані з придбанням (продажем) основних засобів на суму, яка буде вище певної фіксованої вартості;
- договори банківського рахунку, договори на обслуговування клієнтів з використанням документів в електронній формі, угоди про безакцептне списання грошових коштів до договорів банківського рахунку.

В період тимчасової відсутності осіб (відпустка, хвороба, відрядження) договори підписуються посадовими особами, які отримують повноваження для цього:
- перший підпис — замість генерального директора — уповноважена посадова особа на підставі довіреності;
- другий підпис — замість голови Ради директорів — уповноважений член Ради директорів.

Договори, підписання яких делеговано уповноваженим генеральним директором і головою Ради директорів фінансовому директору і члену Ради директорів (два підписи):
- договори овердрафтного фінансування в рамках угоди про овердрафтне кредитування;
- договори страхування майна.

Договори, підписання яких делеговано уповноваженими генеральним директором і головою Ради директорів комерційному директору і члену Ради директорів (два підписи):
- договори постачання та комісії;
- договори з постачальниками транспортно-експедиційних послуг.

Договори, підписання яких делеговано уповноваженими генеральним директором і головою Ради директорів операційного директора і члена Ради директорів (два підписи):
- договори оренди майна організації;
- договори на надання послуг;
- договори на придбання товарно-матеріальних цінностей (у тому числі основних засобів) певної допустимої вартості;
- договори на підвищення кваліфікації.

Під час підписання договорів фінансовим, комерційним або операційним директором (перший підпис) в межах своїх повноважень в тексті договору обов'язково зазначаються посада і номер довіреності. У разі підписання договорів головою Ради директорів або членом Ради директорів (другий підпис) в рамках своїх повноважень в тексті договору обов'язково зазначаються посада і посилання на відповідний пункт Статуту.
Забороняється підписання договорів одноосібно (тільки один підпис). Також не дозволяється підписання договорів посадовими особами, якщо в тексті договору зазначено інша посадова особа.

## Принцип «чотирьох очей» в фінансових питаннях

### Міжнародно-правові акти у банківській сфері
В Основних принципах ефективного банківського нагляду, підготовленого Базельським комітетом з банківського нагляду в 1997 році, принцип чотирьох очей згаданий як один чотирьох головних елементів внутрішнього контролю в банках.

### Національна практика в банківській сфері
У Гібралтарі принцип чотирьох очей введений в фінансових організаціях і контролюється Комісією з фінансових послуг. При цьому Комісія перевіряє, чи правильно виконується цей принцип, наприклад чи особи, які мають право на підписання документів, є кваліфікованими, компетентними та високе положення в організації, а також чи відповідна особа має великий досвід і знання бізнесу, повноваження для того, щоб припиняти, знаходити порушення та усувати їх наслідки.
Аналогічними є вимоги до банків на Мальті й також перевіряються Комісією з фінансових послуг.
У Люксембурзі фінансові компанії мусять призначати принаймні двох директорів, які відповідають за щоденну роботу компаній. Такі директори повинні мати відповідний професійний досвід.

### Принцип «чотирьох очей» в інвестиційних проєктах
Для реєстрації інвестиційних компаній на Кіпрі необхідна наявність двох керівників для того, щоб виконувався принцип чотирьох очей; при цьому один з цих керівників повинен жити на території країни. Вимога чотирьох очей введено на Кіпрі та для банків: принаймні двоє людей повинні приймати рішення щодо розвитку бізнесу в банку.
Принцип чотирьох очей діє і на Джерсі щодо інвестиційних керівників. Він поширюється на керівних співробітників, які мають виконавчу владу від імені інвестиційного керівника. Ці співробітники повинні бути активно залучені в щоденну роботу і зазвичай є директорами. Такі фізичні особи повинні бути незалежними, компетентними, мати досвід і здатність здійснювати управлінський контроль.

## Інші приклади використання принципу «чотирьох очей»

### Збройні сили
У ВПС США щодо критичних зон зі зброєю встановлюються зони «не однієї людини», в яких присутність тільки однієї людини заборонено. Відповідно до принципу двох людей в таких зонах має бути дві людини, які знають розв'язання поставленої задачі, здатні виявити та запобігти неправильні або несанкціоновані дії іншої людини. Згідно з Інструкцією ВПС США (AFI) 91-104 принцип двох людей призначений для запобігання випадкового або зловмисного запуску ядерної зброї однією людиною.
Аналогічно у Радянському Союзі під час Холодної війни принцип чотирьох очей застосовувався для використання ядерної зброї з підводного човна з балістичними ракетами.

### Медицина
У медицині принцип проявляється в такій формі: лікар часто запитує думку колеги, щоб підстрахувати свій діагноз.
Аналогічно страхується критична діяльність в фармацевтичному виробництві: переогляд розрахунків, сировини для виробництва і т. ін.

### Будівництво
У багатьох країнах при будівництві висотних будівель зазвичай застосовується принцип чотирьох (і більше) очей:
- архітектор відповідає за будівлю і проєкт від початку та до кінця;
- виконроб (інженер-будівельник) перевіряє компоненти і їх надійність, підсумовує міцність і надійність конструкції;
- інженер-будівельник перевіряє розрахунки.

## Принцип шести очей
Іноді, хоча досить рідко на практиці, можна зустріти принцип шести очей, коли три людини повинні схвалювати якийсь документ або коли компанія мусить управлятися щонайменше трьома директорами.
Наприклад, принцип шести очей існує на острові Джерсі в випадках, коли інвестиційний керівник має право розпоряджатися коштами клієнта.